# Raúl Galán
Raúl Galán (Libertador General San Martín, Jujuy, 23 de octubre de 1913 - Baradero, 15 de enero de 1963) fue un poeta argentino.

## Biografía
Su primera labor fue la poesía, que lo llevó a conquistar un lugar de gran prestigio en la lírica del noroeste argentino. Integrante del grupo "La Carpa" -cuyos manifiestos redactó-, en 1942 publicó Huerto su primer libro.
Destaca David Lagmanovich la resonancia de su voz en la gama sentimental, y marca, entre los elementos reiterados de su temática, "la intuición de la fugacidad del tiempo, objetivada en la nostalgia por la infancia o en la glosa elegíaca; la devoción del paisaje, las 'suaves viñas' y los 'dorados remilgos de las tuscas', que daban fe de su amor por la tierra". Su producción se dispersó también en numerosos diarios y revistas, de la os que fue redactor o colaborador. 
Residió en Tucumán desde 1938 hasta 1941, y desde 1944 hasta 1955. En la Facultad de Filosofía y Letras de la UNT, se graduó de profesor de Letras, en 1950.
Fue luego profesor en esa casa, así como en la Escuela Sarmiento. Presidió también el consejo de Educación y la Comisión Provincial de Cultura, y dirigió la Biblioteca Central de la UNT.
En un viaje a Buenos Aires, perdió la vida en un accidente automovilístico, a la altura de Baradero.

## Obras
- Huerto, 1942
- Se me ha perdido una niña, 1950
- Carne de tierra, 1952
- Ahora o nunca, 1960
- Canto a Jujuy, 1960
- Obras completas, 1966, póstumo
- La quebrada, 1970
- Canción para seducir a un ángel, 1979, póstumo

- Datos: Q5851585